# Cukrász

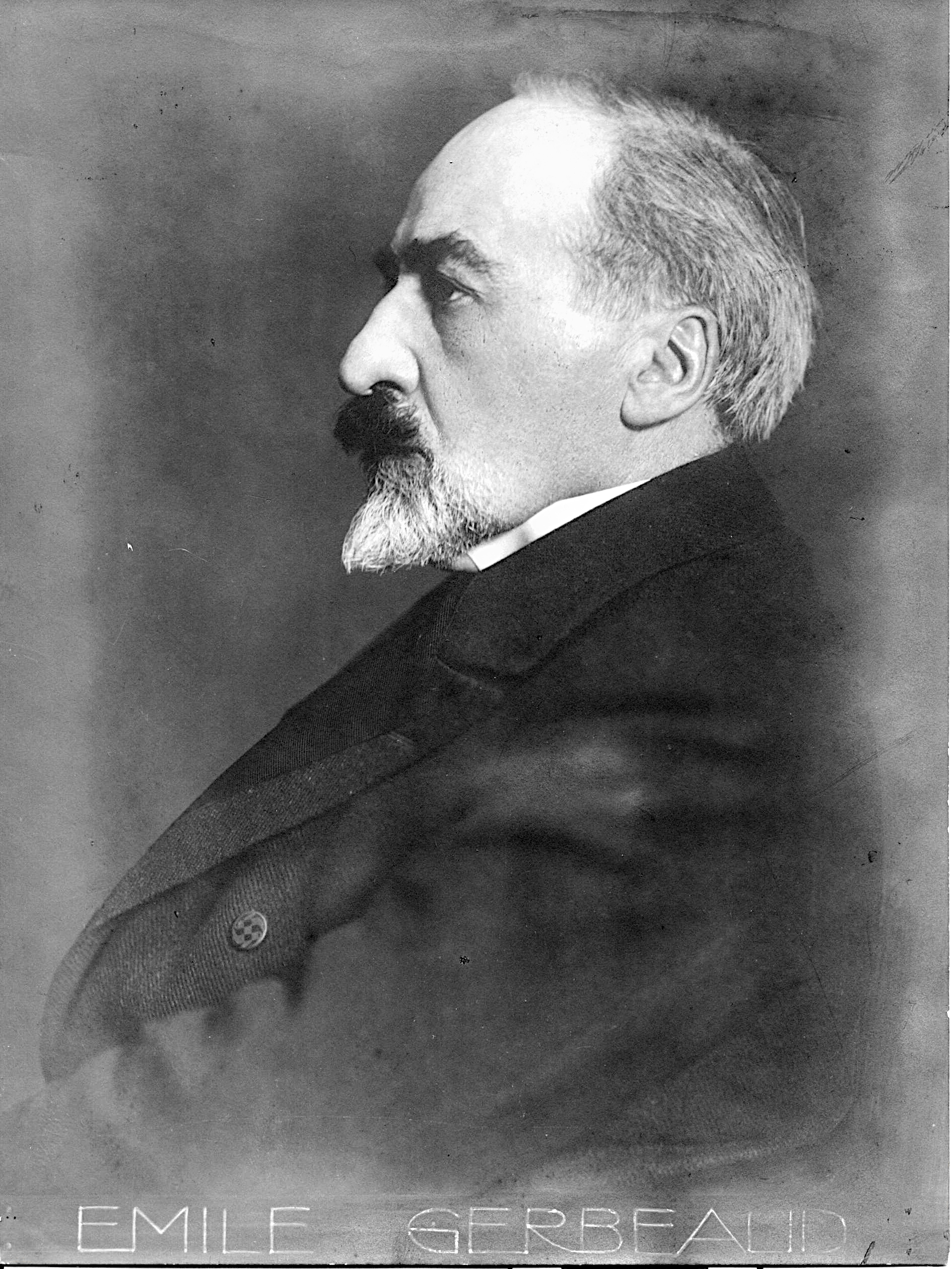
Gerbeaud Emil svájci származású magyar cukrász

A cukrász (conditor) a kereskedelmi-vendéglátóipari foglalkozások közé sorolt egyik foglalkozás, amelyet Magyarországon a FEOR 08 szabályoz. 
Cukrászsüteményeket, fagylaltokat,tortákat, cukorkákat, fagylaltszerű készítményeket kisipari módszerrel állít elő, figyelemmel azok ízbeli változatosságára, esztétikai megjelenítésére, a vásárlási, megrendelési igényekre.

## A foglalkozás története
A cukrászmesterség a középkorból származik, amikor az itáliai udvaroknál először oktatták e különleges szakmára a mestereket. A legrégibb cukrászcéh Párizsban jött létre, 1270-ben.
A 18. század végi pesti cukorsüteményesek név szerinti felsorolását megtaláljuk egy 1797—98. évi adóösszeírásban, mely az adózókat
foglalkozásonkénti csoportosításban sorolja fel. Összesen tízen voltak: Varina János, Agora Konstantin, Schwartz Antal, Culmann György Fülöp, Wagner Tádé, Prechschl Erzsébet, Berda Bertalan, Bernhardt József, Emma Jakab és Keller Frigyes. 1830-ban 10 cukrász (cukorműves) és 4 csokoládékészítő működött Pesten. 1841-ben már 13-ra emelkedett a pesti cukrászok száma. Ugyanakkor a budaiak heten voltak. Özv. Ferrariné csokoládékészítőnek pedig két versenytársa volt. A pesti cukrászok: Burghardt Benedek, Fischer Péter, Kammermayer József, Klenovics János, Kränzler Mihály, Lössel Farkas, Nicolay István, Pamer Lipót, Rupp János, Strausz Jakab, Tolle György és Waldhauser Károly; a budaiak: Bell János, Conti Kajetán, Cullmann Frigyes Vilmos, Glück Károly, Jagermann János, Parzeller Péter és Richter Lénárt. A pesti cukrászok boltjaikat ez időben általában költői boltcímerekkel jelölték meg, mégpedig csaknem mindegyiknek a mitológiából vett címere van, mint Hebe, Iris, Io, Amor stb. A 19. század első felének cukrászboltja, a nyelvújítás szerinti cukrászda, a kettős jellegű kor egyik arculatát képviselő, csendes polgári életnek egyik megnyilatkozási helye. Süteményillatú kis helyiségeit az anyagi biztonság tudatában élő, hosszú békére berendezkedő, nyugalmas emberek értékítélete szerint főhelyen álló, tiszta erkölcsű otthon barátságos meleg szobáinak csendességét azonos hangulatú szórakozással élénkíteni akaró széplelkek keresik fel. A másik arculat, a fiatal Magyarország hősi harcosai által kovácsolt, országot felrázni és szabaddá tenni akaró reform-, majd forradalmi eszme, melynek harcosai a hon, a nemzet sorsáról nem a cukrászdában, hanem a kávéházban vitázta.
1827-ben Müller Antal nyitott cukrászdát a budai Várnegyedben, amely később Ruszwurm cukrászda néven vált kedveltté Budapesten. 1854-ben pedig már 12 cukrászda üzemelt a fővárosban. A Hauer Cukrászdát Kazilek Nándor alapította, 1890-ben. Kugler Henrik népszerűségét követve a Gerbeaud Emil cége is ismert cukrász vállalkozás lett Magyarországon.

## Feladatai

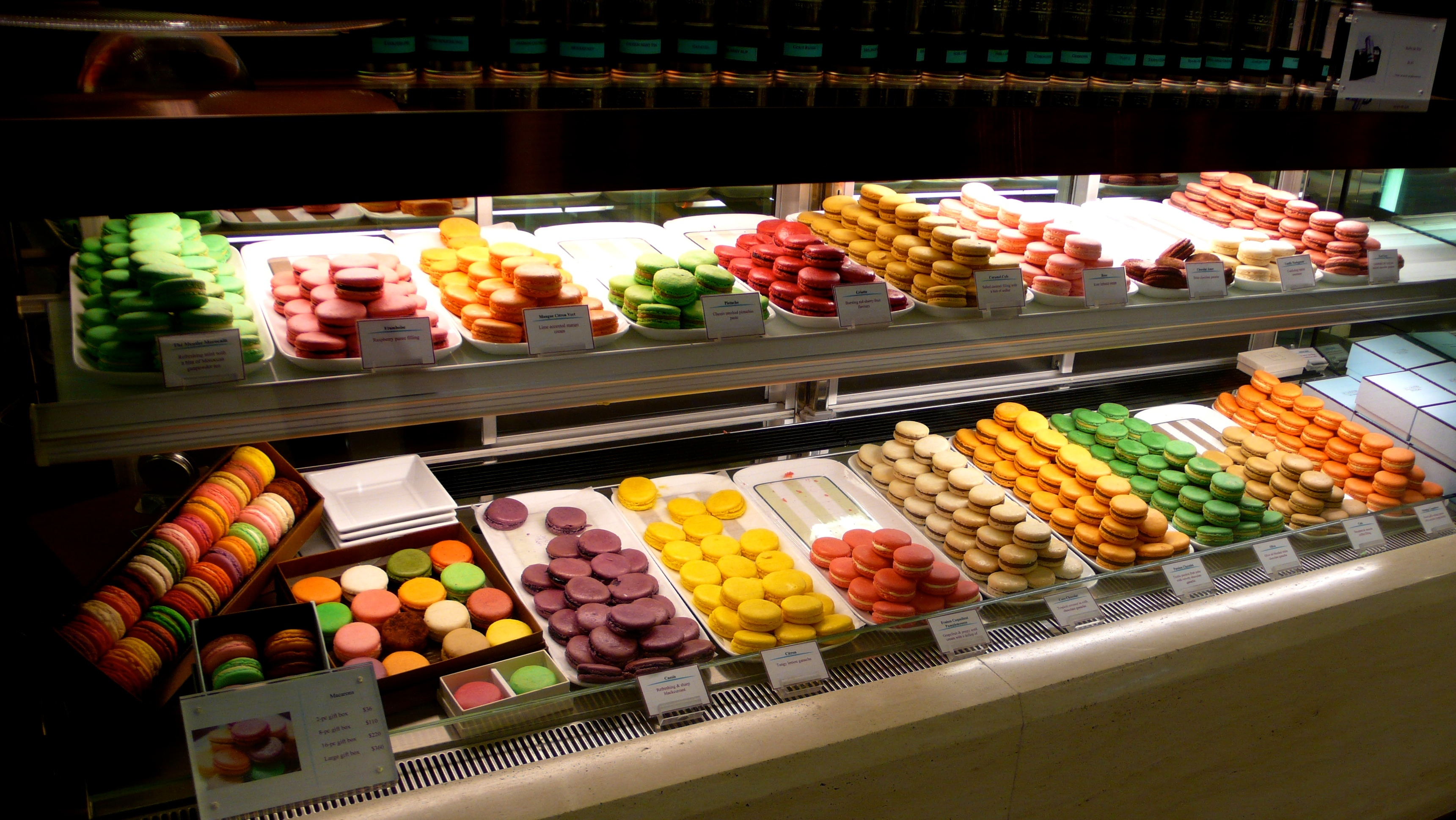
A macaron a francia cukrászok tradicionális büszkesége

- a) Recept alapján a hozzávalók mennyiségének kiszámítása és az alapanyagok (pl. liszt, cukor, tojás, tej, vaj, sajt, kakaó, fűszerek stb.) előkészítése;
- b) A felhasználandó anyagok tisztítása, darabolása, ízesítése és elkészítése;
- c) Technológiai munkák elvégzése (sütés, főzés, gőzölés, hűtés és fagyasztás);
- d) Az egyes süteményféleségek kézzel vagy formázókkal, kiszúrókkal, késekkel és megfelelő alakú sütőedényekkel történő formálása, alakítása;
- e) A kész- vagy félkész termékek tárolása vagy tartósítása hűtő- és fagyasztógépekben, illetve hűtőpultokon;
- f) Az egészségügyi és higiéniai előírások betartása, a használt tárgyak és a munkakörnyezet tisztán tartása, a kezelésére bízott munka- (gépek, tűzhelyek, sütők stb.) és fogyóeszközök szakszerű használata, karbantartása.[7]

## Neves cukrászok
- Nicolas Appert, a konzerv feltalálója
- Paul Fürst, a Mozartgolyó feltalálója
- Hugo Hoffmann, a Sarotti cég társalapítója
- Richard Kurth, az ischler feltalálója
- Gerbeaud Emil
- Kugler Henrik